# تفلق (جنس)
التِفْلِق (الاسم العلمي: Rallus) هي جنس من الطيور تتبع الفصيلة التفلقية ضمن رتبة الكركيات.

## أنواع المرعة
- مرعة جميلة
- مرعة فنزويلية
- مرعة فيرجينية
- مرعة بوغوتا
- مرعة جنوبية
- مرعة مائية
- مرعة أفريقية
- مرعة مدغشقرية